# Groep van Dertig
De Groep van Dertig (Engels Group of Thirty), vaak afgekort tot G30, is een internationaal overlegorgaan van topbankiers en academici, met als doel een beter begrip te verkrijgen van economische en financiële kwesties, en de gevolgen te onderzoeken van beslissingen op dit terrein in de openbare en private sector. Meer bepaald onderzoekt de groep ontwikkelingen die van bijzonder belang zijn voor centrale banken, toezichthouders, financiële instellingen en actoren op de financiële wereldmarkt.

## Ontstaan
De Groep van Dertig werd in 1978 opgericht door de bankier Geoffrey Bell, op initiatief van de Rockefeller Foundation. De eerste voorzitter was Johan Witteveen, voormalig directeur van het Internationaal Monetair Fonds. De huidige voorzitter is Tharman Shanmugaratnam, voormalig minister van financiën van Singapore. De Raad van Toezicht wordt voorgezeten door Jacob Frenkel, tevens voorzitter van de Amerikaanse bank JPMorgan Chase. Ook Jean-Claude Trichet en Paul Volcker stonden aan de leiding van de G30.
De Bellagio Group, in 1963 opgericht door de Oostenrijkse econoom Fritz Machlup, was de onmiddellijke voorganger van de G30.

## Leden
De groep is doelbewust beperkt tot een dertigtal leden, meestal hoofden van grote of centrale banken, internationale financiële instellingen, academici en enkele investeerders.

## Activiteiten
De groep heeft een aantal publicaties op haar naam, waaronder een rapport over de financiële crisis van 2008.
De besloten contacten, binnen de G30, tussen privébanken, centrale bankiers en toezichthouders was voor de kritische denktank Corporate Europe Observatory in 2012 aanleiding tot een klacht bij de Europese Ombudsman wegens belangenvermenging. De klacht, die met name de deelneming van ECB-voorzitter Mario Draghi aan de G30 betrof, werd in 2012 door toenmalig EU-ombudsman Nikiforos Diamandouros ongegrond bevonden, maar in 2017 door zijn opvolgster Emily O'Reilly
opnieuw onderzocht.